# Cueva de hielo de Dobšinská
La cueva helada de Dobšinská (en eslovaco: Dobšinská ľadová jaskyňa) está ubicada en el área sur del Parque nacional del Paraíso Eslovaco, en el Spiš-Gemer Karst al norte de la villa de Dobšiná en Eslovaquia. En el año 2000, la Organización de las Naciones Unidas para la Educación, la Ciencia y la Cultura la declaró Patrimonio de la Humanidad como parte de las grutas kársticas de Aggtelek y del karst eslovaco.
Es uno de los hibernáculos para murciélagos más importantes de Eslovaquia y tiene una de las mayores cantidades de Myotis mystacinus y Myotis brandtii en invierno en Europa Central. Su entrada se encuentra a una altitud de 969 metros y se formó en el periodo Neógeno como resultado de la actividad erosiva del paleo–Hnilec en las calizas de Wetterstein y Steinalm del Triásico Medio en el macizo Duča. Su longitud es de 1483 metros y su distancia vertical es de 112 metros. En su génesis formaba parte del sistema de cuevas de Stratená, pero fue probablemente en el Pleistoceno cuando se separó de tal sistema al colapsarse parte de los techos de las cuevas.
El hielo se presenta en el suelo, en estalagmitas, columnas y cristales. Por su parte, la glaciación al interior es resultado del «estancamiento de aire frío y el congelamiento de agua de precipitación filtrada en la cavidad». Además, la superficie de hielo alcanza cerca de 9770 metros cuadrados y su volumen supera los 110 100 metros cúbicos. Se calcula que el hielo del suelo tiene un grosor máximo de 26.5 metros y uno medio de trece. En promedio mensual, las áreas heladas tienen una temperatura del aire que varía de los 0 a los -10 °C.
La cueva fue descubierta el 15 de julio de 1870, al año siguiente se abrió al público y seis años más tarde se instaló energía eléctrica. En este sentido, Bella (2006) asegura que se trató de la primera cueva abierta al público con iluminación eléctrica. A inicios de la década de 2000, se llevó a cabo una perforación en el hielo para analizar cambios climáticos y ambientales.